# Антарес (ракета)
Антарес (на английски: Antares) преди известна като Тавър 2 (на английски: Taurus II) е американска ракета-носител за еднократен старт, разработена от частната компания Orbital Sciences. Ракетата е двустепенна с възможност за добавяне на трета степен. Основното ѝ предназначение е да извежда товари до 7000 кг в ниска околоземна орбита. През 2008 година НАСА плаща на Orbital Sciences $170 милиона за разработката на ракетата и безпилотния космически кораб Сигнъс по програмата за комерсиално снабдяване на Международната космическа станция.

## Описание
Ракетата има шест конфигурации – 110, 120, 121, 130, 131 и 132 в дву- и тристепенна конфигурация и капацитет от 5100 до 6000 кг в ниска околоземна орбита и от 850 до 4200 кг в слънчево-синхронна околоземна орбита.

### Първа степен
Първата степен работи с ракетен керосин и течен кислород. Тя е снабдена с два двигателя Aerojet AJ-26, които представляват преработени съветски двигатели НК-33. Тъй като Orbital Sciences нямат голям опит с течногоривни ракети, по време на разработката си сътрудничат с Конструкторско бюро Южное от Украйна.

### Втора степен
Втората степен е Castor 30B, разработена от Alliant Techsystems Inc. Възможно е и използването на Castor 30XL, а Orbital Sciences работят и върху нова втора степен, работеща на метан и течен кислород, която ще ползва двигател Pratt & Whitney PWR35M.

### Трета степен
Допълнителната трета степен се добавя при нужда и е или разработената от Thiokol твърдогоривна Star-48V, или разработената от Orbital Sciences BTS (Bi-Propellant Third Stage, преди известна като ORK, Orbit Raising Kit).

## Полети
Първоначалният старт е планиран за 17 април 2013, но бива отложен на няколко пъти заради техническа неизправност и лоши атмосферни условия.
Първото експериментално изстрелване се осъществи от космодрума на остров Уолъпс в Атлантическия океан (240 км от Вашингтон) на 21 април 2013 г. в 17 часа местно време. По договора си с НАСА, „Орбитал сайънсис“ трябва да извърши осем полета до МКС. Първият курс е предвиден за есента на 2013.